# Skyddsvapen
Skyddsvapen är en äldre sammanfattande benämning på buren personlig utrustning för skydd mot en fiendes vapen i strid, vilket i äldre tid omfattade hjälm, sköld, pansarskjorta, harnesk, riddarrustning med mera, och i modern tid omfattar hjälm och kroppsskydd.